# Isaakij (Andronyk)
Isaakij (světským jménem Fedir Fylyppovyč Andronyk; * 18. března 1964, Ghiliceni) je moldavský duchovní Ukrajinské pravoslavné církve Moskevského patriarchátu, arcibiskup vorzelský a vikář kyjevské eparchie.

## Život
Narodil se 18. března 1964 ve vesnici Ghiliceni okresu Telenești.
Po střední škole absolvoval povinnou vojenskou službu. Dne 1. září 1988 byl přijat mezi bratry Kyjevskopečerské lávry, kde byl 16. února 1989 postřižen na monacha se jménem Isaakij na počest svatého Izáka Pečerského. Dne 16. března 1990 byl rukopoložen na jerodiákona a 9. ledna 1991 na jeromonacha.
Roku 1993 byl jmenován představeným Pokrovského skitu Holosijivského monastýru s povýšením na igumena. Roku 1995 byl povýšen na archimandritu. Od roku 1996 byl ustanoven představeným monastýru.
Dne 22. dubna 2010 byl jmenován zástupcem předsedy oddělení vnějších církevních vztahů Ukrajinské pravoslavné církve.
Dne 18. října 2016 jej Svatý synod Ukrajinské pravoslavné církve zvolil biskupem vorzelským a vikářem kyjevské eparchie. Biskupská chirotonie proběhla 13. prosince v Holosijivském monastýru. Hlavním světitelem byl metropolita kyjevský a celé Ukrajiny Onufrij (Berezovskyj). Dne 13. prosince 2023 byl povýšen na arcibiskupa.